# Idoia Eraso
Idoia Eraso, née le 27 février 2002 à Pampelune est une coureuse cycliste espagnole, membre de l'équipe Laboral Kutxa-Fundación Euskadi.

## Biographie

### Carrière amateure
En 2019, elle devient vice-championne d'Espagne du contre-la-montre en catégorie juniors. L'année suivante, elle est sacrée championne d'Espagne de la discipline, toujours en U19. Elle performe également sur la première édition de la Bizkaikoloreak où elle se classe 2e du classement général après être montée sur le podium de chaque étape. En août 2020, elle intègre l'équipe Sopela mais est transférée chez la formation basque Laboral Kutxa-Fundación Euskadi dès la saison 2021. Cette année, elle fait fait ses débuts en compétitions professionnelles, rentrant dans le top 10 de ses championnats nationaux et participant au Tour d'Espagne, son premier grand tour. En 2022, elle est sacrée championne d'Espagne sur route et du contre-la-montre en catégorie juniors. Elle remporte également la Classique féminine de Navarre chez les juniors. La saison suivante, elle confirme son titre de championne d'Espagne du contre-la-montre juniors en terminant 9e de l'épreuve. Sur le Tour de la Semois, elle termine dans le top 10 au général à l'issue des deux étapes. En 2024, elle termine 19e du Tour de l'Avenir. 

### Carrière professionnelle
En 2025, elle passe enfin professionnelle avec son équipe. À cette occasion, elle participe à son premier Tour de France.

## Palmarès sur route

### Par année
- 2019
  - 2e du championnat d'Espagne du contre-la-montre juniors
- 2020
  -  Championne d'Espagne du contre-la-montre juniors
  - 2e de la Bizkaikoloreak
- 2022
  -  Championne d'Espagne du contre-la-montre espoirs
  -  Championne d'Espagne sur route espoirs
  - Classique féminine de Navarre espoirs
- 2023
  -  Championne d'Espagne du contre-la-montre espoirs
  - Classique de l'Arros

### Résultats sur les grands tours

#### Tour de France
1 participation : 
- 2025 : 106e

#### Tour d'Espagne
4 participations :
- 2021 : 50e
- 2022 : 80e
- 2023 : 67e
- 2024 : 114e

### Classements mondiaux
| Année                                 | 2021 | 2022 | 2023  | 2024  |
| ------------------------------------- | ---- | ---- | ----- | ----- |
| Classement UCI                        | 679e | 692e | 1078e | 1051e |
| UCI World Tour                        | 175e | nc   | nc    | 312e  |
|                                       |      |      |       |       |
| Légende : nc = non classéSource : UCI |      |      |       |       |